# Michal Čupr
Michal Čupr (Ústí nad Labem, 23 de dezembro de 1991) é um esgrimista tcheco.

## Carreira
Em 2009, sagrou-se campeão europeu júnior na competição individual. Em 2016, concluiu o bacharelado em geografia pela Faculdade de Ciências Naturais da Universidade Jan Evangelista Purkyně em Ústí nad Labem e, em 2019, o bacharelado em fisioterapia pela Faculdade de Estudos de Saúde da mesma universidade.
Nos Jogos Olímpicos de Verão de 2024, em Paris, conquistou a medalha de bronze na disputa de espada por equipes ao lado de Jiří Beran, Jakub Jurka e Martin Rubeš.